# Liste der Baudenkmäler in Abensberg
Auf dieser Seite sind die Baudenkmäler in der niederbayerischen Stadt Abensberg zusammengestellt. Diese Tabelle ist eine Teilliste der Liste der Baudenkmäler in Bayern. Grundlage ist die Bayerische Denkmalliste, die auf Basis des Bayerischen Denkmalschutzgesetzes vom 1. Oktober 1973 erstmals erstellt wurde und seither durch das Bayerische Landesamt für Denkmalpflege geführt wird. Die folgenden Angaben ersetzen nicht die rechtsverbindliche Auskunft der Denkmalschutzbehörde.

## Ensembles

### Ensemble Stadtplatz

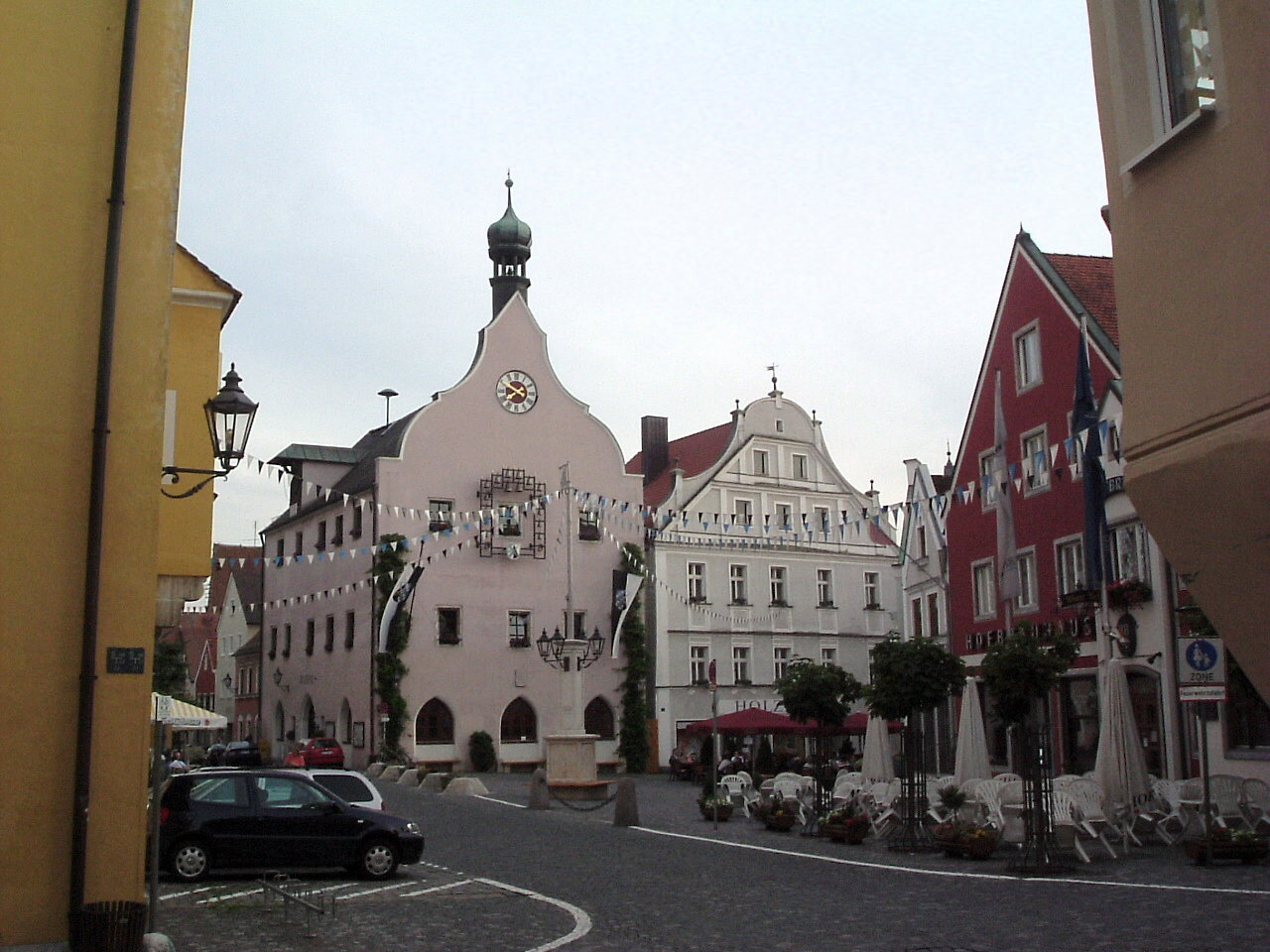

Der etwa dreieckige kleine Marktplatz nimmt die drei Hauptstraßenzüge auf, die von Regensburg, von Freising/München und von Kelheim in die 1143 zuerst genannte Siedlung führen, die sich im Schutz der Burg der Grafen von Abensberg zum Markt entwickelte und um 1400 Stadtrechte erhielt. Ein vierter, innerstädtischer Straßenzug stellt die Verbindung zu der nach dem Aussterben der Grafen 1485 verwaisten, im Dreißigjährigen Krieg weitgehend zerstörten und danach weiter verfallenen weitläufigen Burganlage her. Der Platz ist von meist dreigeschossigen, im Kern oft dem 16./17. Jahrhundert entstammenden bürgerlichen Giebelhäusern umbaut, deren Fassaden zum Teil in Formen des Barocks und des Historismus des 19. Jahrhunderts neu gestaltet worden sind. Der spätgotische Giebelbau des Rathauses und der Anfang des 20. Jahrhunderts in historisierenden Formen errichtete große Brauereigasthof an der Ostseite setzen die dominierenden Akzente im Platzbild. Aktennummer: E-2-73-111-1.

## Baudenkmäler nach Ortsteilen

### Abensberg
| Lage                                                                         | Objekt                                                                           | Beschreibung | Akten-Nr.              | Bild                                                            |
| ---------------------------------------------------------------------------- | -------------------------------------------------------------------------------- | --- | ---------------------- | --------------------------------------------------------------- |
| Stadtbefestigung                                                             | Anlage des Berings                                                               | Anlage des Berings in der zweiten Hälfte 14. Jahrhundert, ehemals angeblich durch 32 Türme verstärkt, verbunden mit der Burgbefestigung in der Südostecke der Stadt, hier die Außenbefestigungsmauern und Flankierungstürme der Burg, auf das 13. Jahrhundert zurückgehend – siehe Aventinusplatz 6, vorgelagert sind künstliche Graben- bzw. Weiheranlagen, wohl 13./14. Jahrhundert; Reste des Berings und von Befestigungstürmen an der Südseite – siehe Herzogstraße 1 und Abensstraße sowie Baderstraße 2, 4, 6, 8, 10, 12, 14; an der Westseite – siehe Von-Hazzi-Straße 2 bis 36 (gerade Nummern); an der Nordseite – siehe Am Stadtgraben; An der Ostseite Regensburger Tor als einziges der ehemals drei Stadttore – siehe Weinbergerstraße 14 und Stadtmauerreste – siehe Weinbergerstraße 17, Theoderichstraße 7, 11, Aventinusplatz 6, Stadtgraben bzw. Weiher – siehe Max-Bronhold-Straße | D-2-73-111-89 Wikidata | Anlage des Berings                                              |
| Abensstraße 21 (Standort)                                                    | Ehemaliges Speichergebäude                                                       | Mitte 19. Jahrhundert | D-2-73-111-91 Wikidata | weitere Bilder                                                  |
| Adolf-Kolping-Platz 1 (Standort)                                             | Ehemaliges Karmelitenkloster, Nordtrakt der Anlage                               | Dreigeschossig, mit Schweifgiebel, 17. Jahrhundert; siehe auch Osterriedergasse 4 | D-2-73-111-31 Wikidata | weitere Bilder                                                  |
| Am Stadtgraben 8, zwischen Ulrichstraße 1 und Weinbergerstraße 17 (Standort) | Reste der Stadtmauer und von Befestigungs-, meist Schalentürmen                  | 13./14. Jahrhundert | D-2-73-111-89 Wikidata | Reste der Stadtmauer und von Befestigungs-, meist Schalentürmen |
| Aunkofener Straße 8 (Standort)                                               | Gasthaus                                                                         | Stattlicher Bau mit Schweifgiebeln, 18./19. Jahrhundert | D-2-73-111-4 Wikidata  | Gasthaus                                                        |
| Aunkofener Straße 16, 18 (Standort)                                          | Katholische Friedhofskapelle St. Peter; ehemaliges Siechenhaus                   | 12./13. Jahrhundert, Chorturm und Barockisierung des Langhauses, Ende 17. Jahrhundert Giebelbau, 17./18. Jahrhundert; anschließend an die Friedhofskapelle | D-2-73-111-5 Wikidata  | weitere Bilder                                                  |
| Aventinusplatz (Standort)                                                    | Denkmal für den Geschichtsschreiber Johann Turmayr genannt Aventinus (1477–1534) | 1861 von Maximilian Puille | D-2-73-111-10 Wikidata | weitere Bilder                                                  |
| Aventinusplatz 2 (Standort)                                                  | Sogenanntes Freihaus                                                             | Mächtiger dreigeschossiger Giebelbau mit Erkerturm, 17./18. Jahrhundert, auf spätmittelalterlicher Grundlage | D-2-73-111-7 Wikidata  | weitere Bilder                                                  |
| Aventinusplatz 4 (Standort)                                                  | Ehemaliges zum Schloss gehörendes Wirtschaftsgebäude                             | Wohl 16./17. Jahrhundert, ausgebaut zum Wohnhaus um 1930/40 | D-2-73-111-8 Wikidata  | weitere Bilder                                                  |
| Aventinusplatz 6, zwischen Babostraße 21 und Graf-Niclas-Straße (Standort)   | Rest der Stadtmauer                                                              | Zum Teil verbaut, mit wiederaufgebautem Rundturm, 13./14. Jahrhundert | D-2-73-111-89 Wikidata | Rest der Stadtmauer                                             |
| Aventinusplatz 6 (Standort)                                                  | Burg Abensberg                                                                   | Die Burg wurde 1256 zuerst genannt; Vorburg, etwa rechteckige Anlage, von der Hauptburg durch tiefen Graben getrennt, an der Nord- und Westseite barocke Trakte, ehemalige Amtsgebäude mit Satteldächern, im Kern mittelalterlich, an der Nordostecke Flankierungsturm, 13./14. Jahrhundert, am Südbering spätgotischer Halbrundturm, daneben Kopfbau mit Mansarddach; Hauptburg, nach den Zerstörungen des Dreißigjährigen Krieges nur Reste des 13./14. Jahrhunderts erhalten, Reste der Ringmauern und Flankierungstürme, Zwinger, Walmdachbau an der Südseite, im Kern 16./17. Jahrhundert Stadtgraben und Weiheranlagen – siehe Max-Bronold-Straße | D-2-73-111-9 Wikidata  | weitere Bilder                                                  |
| Babostraße 1 (Standort)                                                      | Kleines Wohn- und Geschäftshaus                                                  | Traufseitig, 16./17. Jahrhundert, mit klassizistischer Fassadengliederung, um Mitte 19. Jahrhundert | D-2-73-111-11 Wikidata | weitere Bilder                                                  |
| Babostraße 2 (Standort)                                                      | Bürgerhaus                                                                       | Stattlicher dreigeschossiger Giebelbau mit geknicktem Schweifgiebel, 17./18. Jahrhundert; vergleiche Ensemble Stadtplatz | D-2-73-111-12 Wikidata | Bürgerhaus                                                      |
| Babostraße 8 (Standort)                                                      | Gasthaus Betzlbräu                                                               | Giebelbau mit traufseitigem Flügel, 18. Jahrhundert, Anfang 20. Jahrhundert barockisierend erneuert | D-2-73-111-13 Wikidata | weitere Bilder                                                  |
| Babostraße 11 (Standort)                                                     | Wohn- und Geschäftshaus                                                          | Aus zwei gestaffelten Giebelbauten des 17./18. Jahrhunderts bestehend, vereinheitlicht durch originelle Jugendstilfassade, 1909 | D-2-73-111-14 Wikidata | weitere Bilder                                                  |
| Babostraße 21 (Standort)                                                     | Zollhaus                                                                         | Kleiner Zweiflügelbau, neugotisch, drittes Viertel 19. Jahrhundert Inschrifttafel von 1348 | D-2-73-111-15 Wikidata | weitere Bilder                                                  |
| Baderstraße 2, 4, 6, 8, 10 (Standort)                                        | Zugehörige restliche Teile der Stadtmauer und von drei Befestigungstürmen        | 13./14. Jahrhundert (im Südosten Eckturm) | D-2-73-111-89 Wikidata | BW                                                              |
| Baderstraße 12 (Standort)                                                    | Restliche Teile der Stadtmauer                                                   | Zugehörig restliche Teile der Stadtmauer | D-2-73-111-89 Wikidata | Restliche Teile der Stadtmauer                                  |
| Baderstraße 14 (Standort)                                                    | Restliche Teile der Stadtmauer                                                   | Zugehörig restliche Teile der Stadtmauer, vergleiche Baderstraße 2 | D-2-73-111-89 Wikidata | Restliche Teile der Stadtmauer                                  |
| Barbaraplatz 1 (Standort)                                                    | Katholische Pfarrkirche St. Barbara                                              | Dreischiffige Hallenkirche, zweite Hälfte 15. Jahrhundert, Turmaufbau barock, 1762; mit Ausstattung | D-2-73-111-20 Wikidata | weitere Bilder                                                  |
| Barbaraplatz 2 (Standort)                                                    | Ehemaliges Schulhaus                                                             | 18./19. Jahrhundert, Fenster überwiegend erneuert | D-2-73-111-21 Wikidata | Ehemaliges Schulhaus                                            |
| Dollingerstraße 6 (Standort)                                                 | Apotheke                                                                         | Giebelbau mit Schweifgiebel, Türsturz bezeichnet „1747“ | D-2-73-111-25 Wikidata | weitere Bilder                                                  |
| Dollingerstraße 18 (Standort)                                                | Herzogskasten                                                                    | Mächtiger dreigeschossiger Giebelbau, spätmittelalterlich | D-2-73-111-26 Wikidata | weitere Bilder                                                  |
| Eisenmeierstraße 3 (Standort)                                                | Einfamilienhaus                                                                  | Reduziert-historisierend, erbaut 1914 | D-2-73-111-28 Wikidata | weitere Bilder                                                  |
| Graf-Niclas-Straße 1 (Standort)                                              | Teile der Stadtmauer und Rest eines Befestigungsturms                            | 13./14. Jahrhundert | D-2-73-111-89 Wikidata | Teile der Stadtmauer und Rest eines Befestigungsturms           |
| Karmelitenplatz 5 (Standort)                                                 | Kreuzgang des ehemaligen Karmelitenklosters                                      | Kloster gegründet 1389/92, spätgotische Anlage, 15. Jahrhundert, Obergeschoss 17. Jahrhundert; siehe auch Osterriedergasse 4 | D-2-73-111-31 Wikidata | BW                                                              |
| Karmelitenplatz 5, 7 (Standort)                                              | Ehemalige Karmeliten-Klosterkirche Unsere Liebe Frau                             | Dreischiffige Pfeilerbasilika, erste Hälfte 15. Jahrhundert, barockisiert 1710/11; mit Ausstattung Josephskapelle, 1697 | D-2-73-111-31 Wikidata | weitere Bilder                                                  |
| Karmelitenplatz 9 (Standort)                                                 | Bürgerhaus                                                                       | Giebelbau, im Kern 18. Jahrhundert | D-2-73-111-32 Wikidata | weitere Bilder                                                  |
| Karmelitenplatz 11 (Standort)                                                | Bürgerhaus                                                                       | Giebelbau mit Eckerker, 18. Jahrhundert | D-2-73-111-33 Wikidata | weitere Bilder                                                  |
| Mahlergasse 7 (Standort)                                                     | Zugehöriger Rest der Stadtmauer                                                  | Spätmittelalterlich | D-2-73-111-89 Wikidata | Zugehöriger Rest der Stadtmauer                                 |
| Max-Bronold-Straße 11 (Standort)                                             | Villa                                                                            | Mit Giebelrisalit, Erkertürmchen, mehreren Dachreitern und neubarockem Fassadenstuck, bezeichnet „1903“ | D-2-73-111-35 Wikidata | weitere Bilder                                                  |
| Münchener Straße 3 (Standort)                                                | Ehemalige Rotgerberei, Wohnhaus und Wirtschaftsgebäude                           | 17./18. Jahrhundert | D-2-73-111-37 Wikidata | weitere Bilder                                                  |
| Münchener Straße 13 (Standort)                                               | Villa                                                                            | Mit Zwerchgiebel, Neurenaissance, um 1900 | D-2-73-111-38 Wikidata | weitere Bilder                                                  |
| Nähe Max-Bronold-Straße, der Burg vorgelagert (Standort)                     | Stadtgraben- bzw. Weiheranlagen                                                  | 13./14. Jahrhundert | D-2-73-111-36 Wikidata | BW                                                              |
| Osterriedergasse 4, 6, 8, 10 (Standort)                                      | Ehemaliges Karmelitenkloster, jetzt „Aventinum“                                  | Langgestreckter Südtrakt und kurzer Trakt im Osten, 17. Jahrhundert | D-2-73-111-31 Wikidata | weitere Bilder                                                  |
| Osterriedergasse 12; Von-Hazzi-Straße 1 b (Standort)                         | Ehemalige Klosterbäckerei                                                        | Walmdachbau, 17./18. Jahrhundert | D-2-73-111-41 Wikidata | Ehemalige Klosterbäckerei                                       |
| Regensburger Straße 1, 3 (Standort)                                          | Gasthaus                                                                         | Traufseitbau, mit spätklassizistischer Fassadengliederung, Mitte 19. Jahrhundert | D-2-73-111-42 Wikidata | weitere Bilder                                                  |
| Stadtplatz 1 (Standort)                                                      | Rathaus                                                                          | Spätgotischer Giebelbau mit Renaissance-Wellengiebel und barockem Dachreiter, umgebaut und erneuert 1926 | D-2-73-111-44 Wikidata | weitere Bilder                                                  |
| Stadtplatz 1 (Standort)                                                      | Wohnhaus                                                                         | zweigeschossiger traufständiger Satteldachbau mit spätklassizistischer Fassadengliederung, nach Mitte 19. Jahrhundert | D-2-73-111-27 Wikidata | BW                                                              |
| Stadtplatz 2 (Standort)                                                      | Gasthof und ehemalige Brauerei Kuchlbauer                                        | Beherrschender langgestreckter Trakt mit Zwerchgiebeln, anschließend Brauerei, Neurenaissance, nach 1904 | D-2-73-111-45 Wikidata | weitere Bilder                                                  |
| Stadtplatz 3 (Standort)                                                      | Bürgerhaus                                                                       | Stattlicher dreigeschossiger Giebelbau, reiche Fassadengliederung des 17. Jahrhunderts, Mitte 19. Jahrhundert überarbeitet Rückgebäude, zweigeschossiger Bau mit Kalkplattendach, gleichzeitig | D-2-73-111-46 Wikidata | weitere Bilder                                                  |
| Stadtplatz 4 (Standort)                                                      | Wohn- und Geschäftshaus                                                          | Dreigeschossiger Satteldachbau, zweites Obergeschoss und Treppengiebel 1861, Kernbau wohl barock | D-2-73-111-47 Wikidata | weitere Bilder                                                  |
| Stadtplatz 13 (Standort)                                                     | Portal                                                                           | 16. Jahrhundert Erinnerungstafel, 1877 (Geburtshaus von Johann Thurmayr, genannt Aventin, 1477–1534); am Gasthaus | D-2-73-111-48 Wikidata | Portal                                                          |
| Stadtplatz 15 (Standort)                                                     | Sogenanntes Silberkramerhaus                                                     | Bürgerhaus, zweieinhalbgeschossiger Satteldachbau mit reichem Treppengiebel und polygonalem Eckerkerturm, neugotisch, 1853, im Kern 16./17. Jh.; Muttergottesfigur mit Baldachin, 1853 von Gallus Weber | D-2-73-111-49 Wikidata | weitere Bilder                                                  |
| Theoderichstraße 7 (Standort)                                                | Rest der Stadtmauer und Rest eines Schalenturms                                  | Spätmittelalterlich | D-2-73-111-89 Wikidata | BW                                                              |
| Theoderichstraße 11 (Standort)                                               | Pfarrhof                                                                         | Traufseitbau, Seitenflügel mit Toreinfahrt, wohl Ende 18. Jahrhundert Rest der Stadtmauer und zwei Schalentürme, spätmittelalterlich, in den Bau des Pfarrheims einbezogen | D-2-73-111-55 Wikidata | weitere Bilder                                                  |
| Ulrichstraße 37 (Standort)                                                   | Gasthof                                                                          | Traufseitbau, bezeichnet „1792“ | D-2-73-111-57 Wikidata | weitere Bilder                                                  |
| Von-Hazzi-Straße 2 - 36 (gerade Nummern) (Standort)                          | Reste der Stadtmauer                                                             | Spätmittelalterlich; bei Nr. 20, 22, 28, 36 Reste von Schalentürmen | D-2-73-111-89 Wikidata | Reste der Stadtmauer                                            |
| Von-Hazzi-Straße 14 (Standort)                                               | Wohnhaus mit Walmdach                                                            | In die Stadtmauer eingestellt, erste Hälfte 19. Jahrhundert; vergleiche Nr. 2 bis 36 | D-2-73-111-60 Wikidata | Wohnhaus mit Walmdach                                           |
| Weinbergerstraße 2 (Standort)                                                | Bürgerhaus                                                                       | Stattlicher Eckbau mit Giebel zum Stadtplatz, mit drei Erkern, um Mitte 19. Jahrhundert gotisierend erneuert, im Kern 16./17. Jahrhundert; gehört zum Ensemble Stadtplatz | D-2-73-111-63 Wikidata | weitere Bilder                                                  |
| Weinbergerstraße 4 (Standort)                                                | Ehemalige Brauerei, später Weinhandlung                                          | Mächtiges Hausteinmauerwerk, im hohen Erdgeschoss 3 m × 3 m Mittelpfeiler, übergehend in Tonnengewölbe mit Stichkappen, im Kern 17. Jahrhundert, Veränderungen des 19. und beginnenden 20. Jahrhunderts | D-2-73-111-90 Wikidata | weitere Bilder                                                  |
| Weinbergerstraße 10 (Standort)                                               | Wohnhaus und ehemalige Schmiede                                                  | Eckbau mit geknicktem Schweifgiebel, neubarock und Jugendstil-Elemente, um 1905 | D-2-73-111-66 Wikidata | weitere Bilder                                                  |
| Weinbergerstraße 14 a (Standort)                                             | Regensburger Tor                                                                 | Dreigeschossiger Torturm, spätmittelalterlich (genannt 1399) | D-2-73-111-67 Wikidata | weitere Bilder                                                  |
| Weinbergerstraße 17 (Standort)                                               | Ehemaliges Wohnhaus                                                              | Schmaler dreigeschossiger Massivbau im Anschluss an das Regensburger Tor, Flachdach mit Zinnenbrüstung, 18./19. Jahrhundert Einbezogene Teile der Stadtmauer, 13./14. Jahrhundert | D-2-73-111-68 Wikidata | weitere Bilder                                                  |

### Allersdorf
| Lage                    | Objekt                   | Beschreibung | Akten-Nr.              | Bild           |
| ----------------------- | ------------------------ | --- | ---------------------- | -------------- |
| Allersdorf 5 (Standort) | Kirche Mariä Himmelfahrt | Erbaut um 1600, Umbau 1717 und danach, Turm romanisch, erste Hälfte 13. Jahrhundert, mit barockem Aufbau, 1712; mit Ausstattung Kirchhofummauerung, mit eingelassenen Grabdenkmälern des 17. bis 19. Jahrhunderts Seelenkapelle, 16. Jahrhundert Zehn Kapellen, um 1712, kranzförmig um die Kirche geordnet Wallfahrtspriesterhaus, mit Segmentbogenfenstern und Walmdach, zweite Hälfte 19. Jahrhundert | D-2-73-111-69 Wikidata | weitere Bilder |

### Arnhofen
| Lage                                              | Objekt    | Beschreibung          | Akten-Nr.              | Bild           |
| ------------------------------------------------- | --------- | --------------------- | ---------------------- | -------------- |
| Arnhofen, an der Straße nach Abensberg (Standort) | Bildstock | Spätgotisch           | D-2-73-111-73 Wikidata | BW             |
| Kirchenweg 3 (Standort)                           | Kapelle   | 1753; mit Ausstattung | D-2-73-111-70 Wikidata | weitere Bilder |

### Aunkofen
| Lage                            | Objekt                               | Beschreibung | Akten-Nr.              | Bild           |
| ------------------------------- | ------------------------------------ | --- | ---------------------- | -------------- |
| Aunkofener Straße 40 (Standort) | Katholische Kirche Mariä Himmelfahrt | Chor und Turm um 1450, Langhaus barock, auf romanischer Grundlage; mit Ausstattung Ummauerung des Friedhofs Seelenkapelle, 16. Jahrhundert | D-2-73-111-74 Wikidata | weitere Bilder |

### Badhaus
| Lage                        | Objekt             | Beschreibung                                            | Akten-Nr.              | Bild               |
| --------------------------- | ------------------ | ------------------------------------------------------- | ---------------------- | ------------------ |
| Badhausstraße 11 (Standort) | Ehemaliges Badhaus | Schwefelbad, Giebelbau mit Eckturm, 16./17. Jahrhundert | D-2-73-111-19 Wikidata | Ehemaliges Badhaus |

### Holzharlanden
| Lage                            | Objekt    | Beschreibung                                                  | Akten-Nr.              | Bild                                                                                     |
| ------------------------------- | --------- | ------------------------------------------------------------- | ---------------------- | ---------------------------------------------------------------------------------------- |
| Holzharlanden 6 (Standort)      | Kirche    | Barocker Neubau 1711, Turm 1712; mit Ausstattung Friedhofstor | D-2-73-111-75 Wikidata | weitere Bilder                                                                           |
| Schlott (am Weg nach Abensberg) | Bildstock | 1490                                                          | D-2-73-111-76 Wikidata | [[Vorlage:Bilderwunsch/code!/C:0,0!/D:Schlott (am Weg nach Abensberg), Bildstock!/\|BW]] |

### Lehen
| Lage                 | Objekt     | Beschreibung                          | Akten-Nr.              | Bild       |
| -------------------- | ---------- | ------------------------------------- | ---------------------- | ---------- |
| Lehenfeld (Standort) | Wegkapelle | Mit Dachreiter, 1906; mit Ausstattung | D-2-73-111-77 Wikidata | Wegkapelle |

### Offenstetten
| Lage                     | Objekt                            | Beschreibung | Akten-Nr.              | Bild           |
| ------------------------ | --------------------------------- | --- | ---------------------- | -------------- |
| Cabriniheim 1 (Standort) | Schloss Offenstetten              | Wasserschlossanlage, dreigeschossiger Vierflügelbau mit Ecktürmen, 1696, auf älterer Grundlage; mit historischer Ausstattung Schlossgraben Schlosspark Ehemalige Wirtschaftsgebäude, zwei Trakte südlich des Schlosses, 17./18. Jahrhundert | D-2-73-111-78 Wikidata | weitere Bilder |
| Vitusplatz 1 (Standort)  | Katholische Pfarrkirche St. Vitus | Barocke Anlage 1719–1721, Turm mittelalterlich; mit Ausstattung Seelenkapelle, 18. Jahrhundert | D-2-73-111-82 Wikidata | weitere Bilder |

### Pullach
| Lage                                             | Objekt                               | Beschreibung                                                             | Akten-Nr.              | Bild             |
| ------------------------------------------------ | ------------------------------------ | ------------------------------------------------------------------------ | ---------------------- | ---------------- |
| Pullach, an der Straße nach Abensberg (Standort) | Drei Steinkreuze                     | 16./17. Jahrhundert                                                      | D-2-73-111-86 Wikidata | Drei Steinkreuze |
| Herrenstraße 1 (Standort)                        | Pfarrhof                             | Zweigeschossiger Walmdachbau auf hohem Sockelgeschoss, bezeichnet „1735“ | D-2-73-111-83 Wikidata | BW               |
| Herrenstraße 3 (Standort)                        | Katholische Pfarrkirche St. Nikolaus | Neugotisch, 1905; mit Ausstattung                                        | D-2-73-111-84 Wikidata | weitere Bilder   |

### Sandharlanden
| Lage                    | Objekt            | Beschreibung | Akten-Nr.              | Bild           |
| ----------------------- | ----------------- | --- | ---------------------- | -------------- |
| Kirchplatz 5 (Standort) | Kirche St. Gallus | Romanische doppelgeschossige Chorturm-Kirche, frühes 13. Jahrhundert, 1983 Erweiterungsbau; mit Ausstattung Befestigter Friedhof, romanisches Friedhofstor, untere Teile der Einfriedungsmauern mittelalterlich | D-2-73-111-87 Wikidata | weitere Bilder |

### Unterhörlbach
| Lage                        | Objekt                       | Beschreibung | Akten-Nr.              | Bild           |
| --------------------------- | ---------------------------- | --- | ---------------------- | -------------- |
| Unterhörlbach 18 (Standort) | Katholische Kirche St. Georg | Saalkirche mit Satteldach und leicht eingezogenem fünfseitig geschlossenem Chor, Flankenturm mit Satteldach nach Norden, mit spitzbogigen Fenstern und Portal, gotisch, auf älterer Grundlage; mit Ausstattung | D-2-73-111-88 Wikidata | weitere Bilder |

## Ehemalige Baudenkmäler
In diesem Abschnitt sind Objekte aufgeführt, die früher einmal in der Denkmalliste eingetragen waren, jetzt aber nicht mehr. Objekte, die in anderem Zusammenhang – also z. B. als Teil eines Baudenkmals – weiter eingetragen sind, sollen hier nicht aufgeführt werden. Aktennummern in diesem Abschnitt sind ehemalige, jetzt nicht mehr gültige Aktennummern.

| Lage                                                  | Objekt                                                                       | Beschreibung | Akten-Nr.              | Bild                                                                         |
| ----------------------------------------------------- | ---------------------------------------------------------------------------- | --- | ---------------------- | ---------------------------------------------------------------------------- |
| Abensberg Münchener Straße 23 (Standort)              | Historische Bauteile, 1982 bei Errichtung der Mehrzweckhalle wiederverwendet | Bundwerkpartien und Tore eines oberbayerischen Stadels, zweite Hälfte 19. Jahrhundert | D-2-73-111-39 Wikidata | Historische Bauteile, 1982 bei Errichtung der Mehrzweckhalle wiederverwendet |
| Abensberg Ulrichstraße 12 (Standort)                  | Wohn- und Geschäftshaus                                                      | Zweigeschossiger Satteldachbau mit Schweifgiebel, erbaut 15./16. Jahrhundert, nach Süden erweitert um 1804/05 (dendrochronologisch datiert), Überformungen und Fassade mit Neurenaissancegliederung Ende 19. Jahrhundert Mittelalterliche Außenwand des ehemaligen Nachbarhauses integriert | D-2-73-111-56 Wikidata | Wohn- und Geschäftshaus                                                      |
| Abensberg Von-Hazzi-Straße 2 (am Wohnhaus) (Standort) | Gedenktafel zur Erinnerung an das 1879 abgebrochene Aunkofer Tor             | Ende 19. Jahrhundert | D-2-73-111-58 Wikidata | Gedenktafel zur Erinnerung an das 1879 abgebrochene Aunkofer Tor             |

## Abgegangene Baudenkmäler
In diesem Abschnitt sind Objekte aufgeführt, die früher einmal in der Denkmalliste eingetragen waren, jetzt aber nicht mehr existieren, z. B. weil sie abgebrochen wurden. Aktennummern in diesem Abschnitt sind ehemalige, jetzt nicht mehr gültige Aktennummern.

| Lage                                 | Objekt                | Beschreibung                                              | Akten-Nr.              | Bild |
| ------------------------------------ | --------------------- | --------------------------------------------------------- | ---------------------- | ---- |
| Abensberg Starkstraße 7 (Standort)   | Wohnhaus              | Traufseitbau, erste Hälfte 19. Jahrhundert                | D-2-73-111-52 Wikidata | BW   |
| Arnhofen Arnhelmstraße 15 (Standort) | Ehemaliges Bauernhaus | Erdgeschossig, mit Greddach, erste Hälfte 19. Jahrhundert | D-2-73-111-71 Wikidata | BW   |